# Gualtiero di Palearia
Gualtiero di Palearia (o Pagliara) (Pagliara, seconda metà XII secolo – Roma, 1231) è stato un vescovo cattolico e politico italiano, gran cancelliere del Regno di Sicilia.

## Biografia

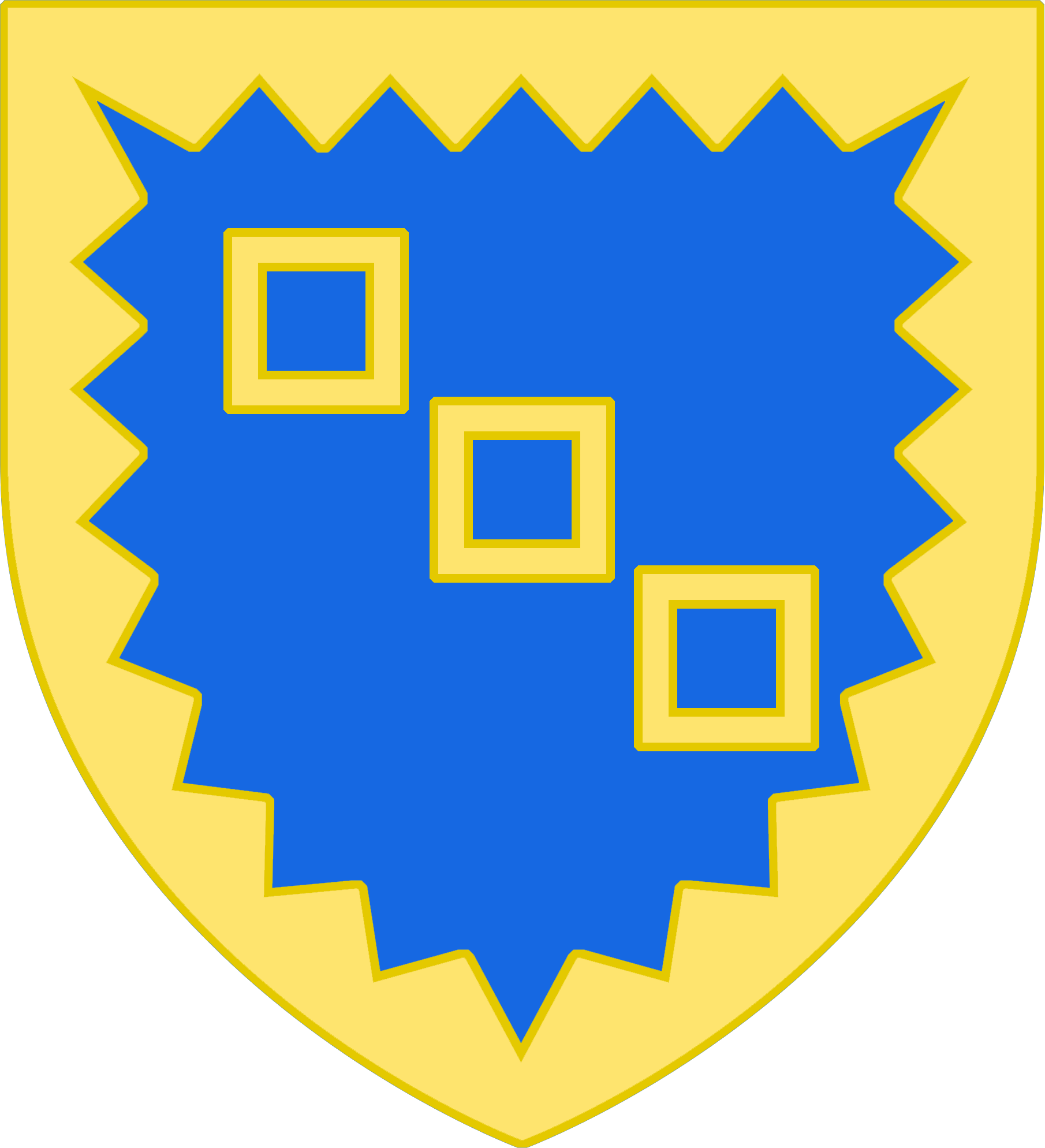
Stemma della famiglia Palearia, cui Gualtiero apparteneva

Come gran cancelliere del Regno di Sicilia, mise Palermo sotto l'autorità di suo fratello Gentile di Palearia, conte di Manoppello, affidandogli la custodia dell'orfano erede al trono Federico II di Svevia.
Papa Innocenzo III, nonostante l'avesse mantenuto come vescovo di Troia (1189-1201) e di Catania (dal 1207), l'accusò di essere stato corrotto da Marcovaldo di Annweiler nel 1201, quando suo fratello Gentile aveva ceduto Palermo e la custodia di Federico a Marcovaldo.
Strenuo sostenitore degli ordini religioso-militari, da gran cancelliere Gualtiero aveva disposto loro la concessione di numerosi beni demaniali. Tuttavia nell'aprile del 1202 tale linea di condotta fu deplorata da papa Innocenzo III, che, «da poco assunto il controllo della Capitanata per conto del giovane Federico, suo protetto, prese atto con evidente rincrescimento degli abusi perpetrati ai danni del patrimonio regio».
Nel 1202, unitamente a Diopoldo, conte di Acerra, Gualtiero guidò una spedizione contro il pretendente al trono Gualtieri III di Brienne, il quale, dopo la morte di Marcovaldo, avvenuta nello stesso anno, consegnò Federico a Guglielmo Capparone, successore di Marcovaldo alla reggenza del Regno di Sicilia per Filippo di Svevia. Gualtiero riuscì nel 1206 a scacciare il Capparone da Palermo e a riprendere la custodia del piccolo Federico. L'anno seguente Gualtiero riuscì a prevalere definitivamente su Guglielmo Capparone, mantenendo il ruolo di gran cancelliere anche oltre la maggiore età di Federico. 